# روز جهانی بهداشت

روز جهانی بهداشت (انگلیسی: World Health Day) سالروزی مقارن هفتم آوریل (19 فروردین) است که تحت حمایت سازمان بهداشت جهانی قرار دارد و همه ساله در این روز تحت نظارت مجمع بهداشت جهانی و دیگر سازمان‌های مرتبط جشن گرفته می‌شود.
در سال ۱۹۴۸، سازمان بهداشت جهانی اولین مجمع جهانی بهداشت را برگزار کرد، مجمع تصمیم گرفت که از سال ۱۹۵۰ به بعد، هفتم آوریل هر سال به عنوان روز جهانی بهداشت نامگذاری و تعیین شود.

## تاریخچه
در ۷ آوریل سال ۱۹۴۸ میلادی در نیویورک، نخستین اساسنامه کنفرانس بین‌المللی بهداشت از سوی سازمان بهداشت جهانی تدوین گردید.
در ژوئن ۱۹۴۸، نخستین مجمع عمومی سازمان بهداشت جهانی با حضور نمایندگان بیش از ۶۱ کشور جهان در ژنو تشکیل شد و ۷ آوریل را به نام روز بهداشت نام‌گذاری کردند.

## بزرگداشت

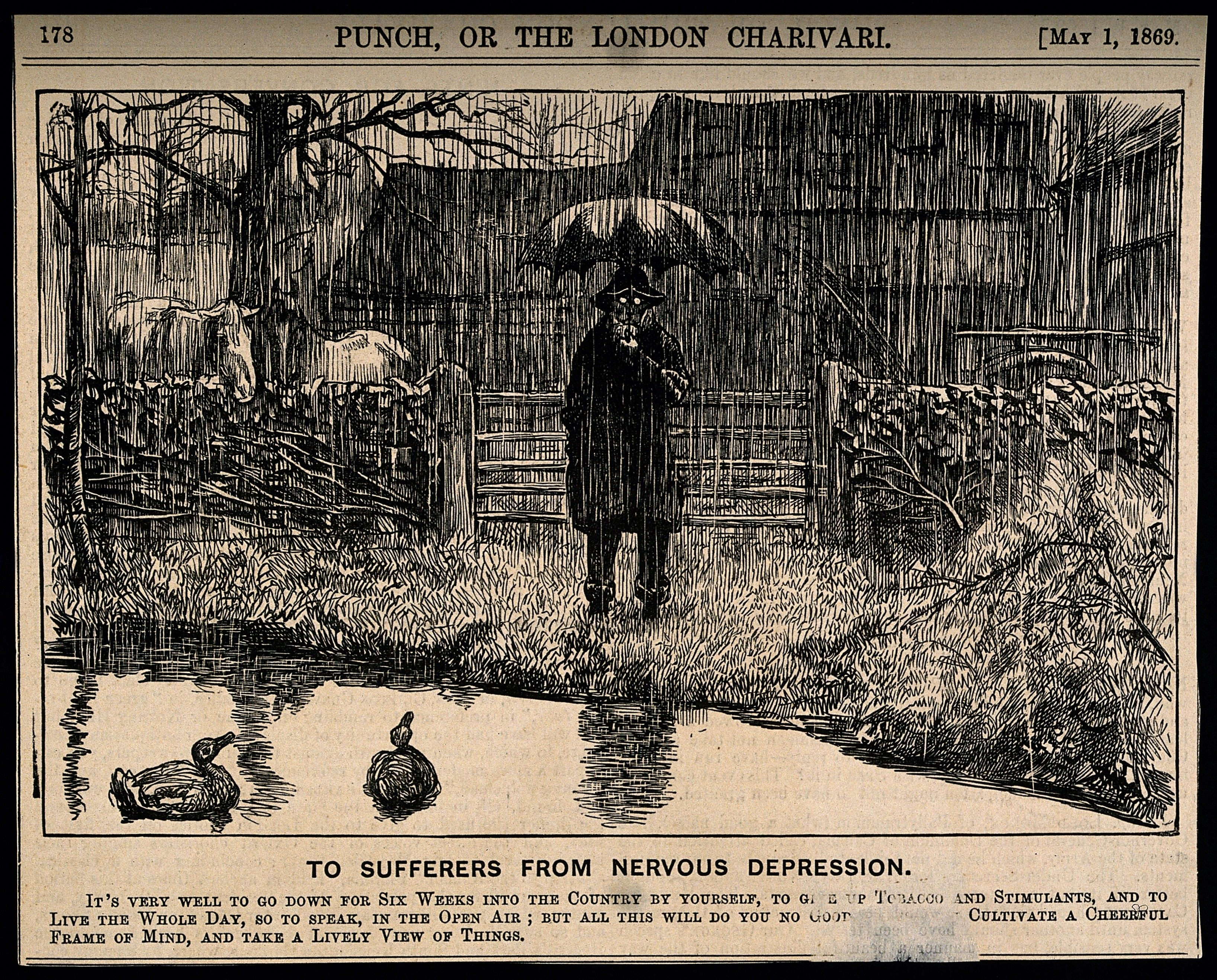
مرد افسرده ای که در کنار یک حوضچه روستایی در زیر باران شدید ایستاده است - به وضعیت روحی خود کمک نمی کند. حکاکی روی چوب، 1869. متن اصلی این است: «خیلی خوب است که به مدت شش هفته تنها به روستا بروی، تنباکو و مواد محرک را کنار بگذاری، و تمام روز را، به اصطلاح، در هوای آزاد زندگی کنی؛ اما همه اینها هیچ خیری برای شما نخواهد داشت، مگر اینکه چارچوب ذهنی شادی را پرورش دهید و دیدی زنده از چیزها داشته باشید." مجموعه های شمایل نگاری.

با این تصمیم از سال ۱۹۵۰ به بعد در روز ۷ آوریل هر سال، برگزاری جشن بزرگداشت این روز به جریان افتاد. مراسم روز جهانی بهداشت، سالانه به عنوان فرصتی به منظور جلب توجه جهان به موضوع بهداشت جهانی است و سازمان بهداشت جهانی و کشورهای جهان رویدادهای بین‌المللی، منطقه‌ای و محلی را در چنین روزی بررسی می‌کنند.
دولت‌ها و سازمان‌های غیردولتی مختلف به روز جهانی بهداشت، منافع و دستاوردهای آن برای بهداشت عمومی اذعان دارند. آن‌ها فعالیت‌های مربوط مانند شورای جهانی بهداشت را ساماندهی کرده و حمایتشان را از آن‌ها در رسانه‌ها اعلام می‌کنند.
روز جهانی بهداشت همراه با روز جهانی سل، هفته جهانی ایمن‌سازی، روز جهانی مالاریا، روز جهانی علیه توتون و تنباکو، روز جهانی ایدز، روز جهانی اهدای خون، و روز جهانی هپاتیت، یکی از هشت کمپین رسمی سازمان بهداشت جهانی WHO است.

## کمپین سالانه
سازمان بهداشت جهانی همه ساله در روز جهانی بهداشت با هدف افزایش توجه و آگاهی عموم مردم و تمرکز اقدامات و فعالیت‌ها یکی از موضوعات مبتلا به جوامع را انتخاب می‌کند و به آن می‌پردازد. این سازمان برای سال ۲۰۱۷ موضوع افسردگی را انتخاب کرده‌است. شعار سال ۲۰۱۷ روز جهانی بهداشت: افسردگی (بیایید صحبت کنیم) بوده‌است. هدف سازمان بهداشت جهانی این است که از این طریق توجه همگان را بیش از پیش به «افسردگی» به عنوان بیماری قرن حاضر جلب نماید.

## روز جهانی سلامت در ایران
روز ۲۰ فروردین ۱۳۹۶ علی اکبر سیاری معاون وزارت بهداشت ایران در همایش روز جهانی بهداشت در تهران گفت: «شش میلیون و ۴۰۰ هزار نفر در کشور به بیماری افسردگی مبتلا هستند که از این آمار حدود ۱۲٫۷ درصد در محدوده سنی ۱۴ تا ۶۴ سال قرار دارند. از این گروه سنی ۲٫۲درصد به افسردگی شدید دچار هستند. 
وی افزود: «آسیب‌های اجتماعی در جامعه رو به افزایش است. هم‌اکنون بیکاری، طلاق، اعتیاد و فقر زیربنا و زمینه‌ساز افسردگی هستند و ما باید به این زیربناها بپردازیم. بعضی قشرها همچون سالمندان و نوجوانان و جوانان در بحث افسردگی آسیب‌پذیرتر هستند».